# Oracle Recovery Manager
Oracle Recovery Manager (RMAN) ist ein Tool der Firma Oracle zur Sicherung (siehe Backup) einer Oracle-Datenbank. Mit diesem Tool sind Online- und Offlinesicherungen möglich. Viele Sicherungstools wie HP Storage Data Protector (ehem. HP OmniBack), Veritas Netbackup, Tivoli Storage Manager oder EMC NetWorker bieten Schnittstellen zu RMAN an, die eine grafische Steuerung der Datensicherung erlauben.